# Eurystaurella subaequa
Eurystaurella subaequa är en fjärilsart som beskrevs av Sergius G. Kiriakoff 1962. Eurystaurella subaequa ingår i släktet Eurystaurella och familjen tandspinnare. Inga underarter finns listade i Catalogue of Life.